# Bianzè
Bianzè (piemontesisch Biansé) ist eine italienische Gemeinde in der Provinz Vercelli (VC), Region Piemont.

## Lage und Einwohner
Bianzè liegt knapp 30 km westlich von Vercelli und hat 2064 Einwohner (Stand am 28. Februar 2007) Die Nachbargemeinden sind Borgo d’Ale, Livorno Ferraris, Moncrivello, Ronsecco, Trino und Tronzano Vercellese.
Das Gemeindegebiet umfasst eine Fläche von 41 km².